# Abdelkrim Mahbouli
Abdelkrim Mahbouli, né le 31 janvier 1928 à Tunis et mort en avril 2007, est un magistrat tunisien.

## Biographie
Diplômé de l'École nationale de la magistrature de Bordeaux, il devient magistrat en France avant de rentrer en Tunisie où il figure dans la première promotion de juges de la Tunisie indépendante. Il exerce par la suite les fonctions suivantes :
- avocat puis président de la Cour de cassation ;
- président de l'Association tunisienne d'arbitrage.

En 1980, il fonde sa propre société d'avocats, le cabinet Mahbouli. Celui-ci est localisé à Mutuelleville et placé sous la direction de son fils Sami Mahbouli, également avocat. Son autre fils, Faouzi, également juriste, est un homme d'affaires médiatisé à la suite de son exil et de sa dissidence contre le régime de Zine el-Abidine Ben Ali.
Abdelkrim Mahbouli devient président de l'Union tunisienne des professions libérales puis vice-président de l'Union mondiale des professions libérales en 1994.
Il est inhumé le 30 avril 2007 au cimetière du Djellaz à Tunis.